# Kenya, Uganda i Tanganyika
Kenya, Uganda i Tanganyika van signar una unió postal i de telecomunicacions l'1 de juliol de 1933 i van estar administrativament units en aquests aspectes. Kenya estava formada per la colònia i protectorat de Kenya, Uganda era un protectorat i el Territori de Tanganyika un mandat de la Societat de Nacions. La Unió fou ratificada el 1948 amb el nom de East Africa High Comission i va tenir seu a Nairobi. La unió sense canvis va durar fins a la primavera del 1964 quan s'hi va afegir Zanzíbar.